# 2176 Донар
2176 Донар  (2176 Donar) — астероїд головного поясу, відкритий 24 вересня 1960 року.
Тіссеранів параметр щодо Юпітера — 3,272.